# Nyan Win
Pour les articles homonymes, voir Win.
Nyan Win (né le 22 janvier 1953), est un homme politique birman. Il a été ministre des Affaires étrangères de 2004 à 2011.